# Canton de Lacapelle-Marival
Le canton de Lacapelle-Marival est une circonscription électorale française située dans le département du Lot et la région Occitanie.

## Géographie
Ce canton est organisé autour de Lacapelle-Marival dans l'arrondissement de Figeac. Son altitude varie de 226 m (Cardaillac) à 776 m (Labastide-du-Haut-Mont).

## Histoire
Par décret du 13 février 2014, le nombre de cantons du département est divisé par deux, avec mise en application aux élections départementales de mars 2015. Le canton de Lacapelle-Marival est conservé et s'agrandit. Il passe de 19 à 32 communes.

## Représentation

### Conseillers d'arrondissement (de 1833 à 1940)
Le canton de Lacapelle avait deux conseillers d'arrondissement de 1871 à  1904 et de 1910 à 1922.
| Période                                  | Période      | Identité                       | Étiquette                   | Qualité |
| ---------------------------------------- | ------------ | ------------------------------ | --------------------------- | --- |
| 1833                                     | 1836         | Jean-Jacques Lavernhe          |                             | Ancien Sous-Préfet, propriétaire et négociant, ancien maire de Lacapelle (1818-1830)                        |
| 1836                                     | 1839         | Jean Baptiste Vialars          |                             | Médecin, maire de Cardaillac (1818-1825 et 1835-1852)                                                       |
| 1839                                     | 1848         | Auguste Lacarrière             |                             | Maire de Lacapelle-Marival (de 1839 à 1842)                                                                 |
|                                          |              |                                |                             | |
| 1892                                     | 1904         | M. Pradelle                    | Républicain                 | |
| 1892                                     | 1899 (décès) | Léon Roussely                  | Républicain                 | Notaire à Thémines, suppléant du juge de paix                                                               |
| 1899                                     | 1910         | M. Lacarrière                  | Républicain antiministériel | |
| 1910                                     | 1919         | M. Vayssières                  | Radical                     | |
| 1910                                     | 1934         | François Laborderie            | Radical                     | Propriétaire au Bourg, Président du Conseil d'arrondissement                                                |
| 1919                                     | 1922         | Georges Cadiergues (1867-1960) | Radical                     | Médecin, maire de Lacapelle-Marival (1896-1911)                                                             |
| 1934                                     | 1940         | Georges Cadiergues             | Radical                     | Docteur en médecine, maire de Lacapelle-Marival (1920-1960), ancien conseiller général                      |
| 1940                                     |              |                                |                             | Les conseils d'arrondissement ont été suspendus par la loi du 12 octobre 1940 et n'ont jamais été réactivés |
| Les données manquantes sont à compléter. |              |                                |                             | |

### Conseillers généraux de 1833 à 2015
| Période | Période           | Identité                   | Étiquette   | Qualité                                                              |
| ------- | ----------------- | -------------------------- | ----------- | -------------------------------------------------------------------- |
| 1833    | 1871              | Pierre-Antoine d'Arcimoles |             | Avocat, maire de Rueyres                                             |
| 1871    | 1887 (décès)      | Robert Fraysse             | Républicain | Médecin à Lacapelle-Marival                                          |
| 1887    | 1888 (annulation) | Emile Laparra              | Rad.        | Notaire à Cardaillac                                                 |
| 1888    | 1889              | Guy-Etienne de Turenne     |             | Ancien officier de marine, Aynac                                     |
| 1889    | 1907              | Emile Laparra              | Rad.        | Notaire à Cardaillac                                                 |
| 1907    | 1913              | Georges Cadiergues         | Droite      | Docteur-médecin, maire de Lacapelle-Marival (1896-1911)              |
| 1913    | 1940              | Léopold Laparra            | Rad.        | Notaire - Maire de Cardaillac Nommé conseiller départemental en 1943 |
|         |                   |                            |             |                                                                      |
| 1945    | 1949              | Gustave Lafage             | Rad.-RGR    | Agriculteur - Maire de Cardaillac                                    |
| 1949    | 1961              | Pierre Cassan              | DVG         | Docteur en médecine à Lacapelle-Marival                              |
| 1961    | 1985              | Georges Cazard             | DVG puis PS | Proviseur de lycée - Maire d'Aynac                                   |
| 1985    | 1992              | Jean Gauzin                | UDF         | Agriculteur - Maire de Molières                                      |
| 1992    | 2015              | Georges Frescaline         | PRG         | Retraité de l'armée - Maire d'Aynac (1989-2008)                      |

### Conseillers départementaux à partir de 2015
| Période élective | Période élective | Mandat | Mandat   | Identité         | Nuance | Nuance | Qualité |
| ---------------- | ---------------- | ------ | -------- | ---------------- | ------ | ------ | --- |
| 2015             | 2021             | 2015   | 2021     | Pascal Lewicki   |        | DVG    | Professeur de physique-chimie Maire de Lacapelle-Marival (depuis 2008)                                                                                    |
| 2015             | 2021             | 2015   | 2021     | Catherine Prunet |        | DVG    | Fonctionnaire territoriale, Saint-Simon, conseillère municipale (depuis 2020) 6e vice-présidente chargée de la Vie associative, du Sport et de la Culture |
| 2021             | 2028             | 2021   | en cours | Pascal Lewicki   |        | DVG    | Professeur de physique-chimie Maire de Lacapelle-Marival                                                                                                  |
| 2021             | 2028             | 2021   | en cours | Catherine Prunet |        | DVG    | Conseillère sortante, adjointe au maire de Saint-Simon, 6ème Vice-présidente du conseil départemental                                                     |

### Résultats détaillés

#### Élections de mars 2015
À l'issue du 1er tour des élections départementales de 2015, deux binômes sont en ballotage : Pascal Lewicki et Catherine Prunet (DVG, 49,97 %) et Serge Despeyroux et Eliane Lavergne (FG, 28,05 %). Le taux de participation est de 62,03 % (4 440 votants sur 7 158 inscrits) contre 59,43 % au niveau départemental et 50,17 % au niveau national.
Au second tour, Pascal Lewicki et Catherine Prunet (DVG) sont élus avec 63,32 % des suffrages exprimés et un taux de participation de 58,16 % (2 135 voix pour 4 163 votants et 7 158 inscrits).
Pascal Lewicki est membre du MRSL.

#### Élections de juin 2021
Le premier tour des élections départementales de 2021 est marqué par un très faible taux de participation (33,26 % au niveau national). Dans le canton de Lacapelle-Marival, ce taux de participation est de 47,02 % (3 386 votants sur 7 201 inscrits) contre 43,85 % au niveau départemental. À l'issue de ce premier tour,  le binôme constitué de Pascal Lewicki et Catherine Prunet (DVG , 100 %), est élu avec 100 % des suffrages exprimés.

## Composition

### Composition avant 2015
Avant le redécoupage cantonal de 2014, le canton de Lacapelle-Marival regroupait dix-neuf communes.
| Nom                           | Code Insee | Codepostal | Superficie (km2) | Population (dernière pop. légale) | Densité (hab./km2) |
| ----------------------------- | ---------- | ---------- | ---------------- | --------------------------------- | ------------------ |
| Lacapelle-Marival (chef-lieu) | 46143      | 46120      | 11,61            | 1 352 (2012)                      | 116                |
| Albiac                        | 46002      | 46500      | 3,83             | 91 (2012)                         | 24                 |
| Anglars                       | 46004      | 46120      | 9,99             | 201 (2012)                        | 20                 |
| Aynac                         | 46012      | 46120      | 21,55            | 613 (2012)                        | 28                 |
| Le Bourg                      | 46034      | 46120      | 13,15            | 296 (2012)                        | 23                 |
| Le Bouyssou                   | 46036      | 46120      | 5,62             | 128 (2012)                        | 23                 |
| Cardaillac                    | 46057      | 46100      | 18,10            | 583 (2012)                        | 32                 |
| Espeyroux                     | 46096      | 46120      | 7,64             | 95 (2012)                         | 12                 |
| Issendolus                    | 46132      | 46500      | 18,91            | 519 (2012)                        | 27                 |
| Labathude                     | 46139      | 46120      | 10,05            | 198 (2012)                        | 20                 |
| Leyme                         | 46170      | 46120      | 10,16            | 953 (2012)                        | 94                 |
| Molières                      | 46195      | 46120      | 12,77            | 376 (2012)                        | 29                 |
| Rudelle                       | 46242      | 46120      | 6,83             | 178 (2012)                        | 26                 |
| Rueyres                       | 46243      | 46120      | 9,31             | 212 (2012)                        | 23                 |
| Saint-Bressou                 | 46249      | 46120      | 10,03            | 123 (2012)                        | 12                 |
| Sainte-Colombe                | 46260      | 46120      | 11,35            | 200 (2012)                        | 18                 |
| Saint-Maurice-en-Quercy       | 46279      | 46120      | 13,00            | 234 (2012)                        | 18                 |
| Thémines                      | 46318      | 46120      | 13,35            | 213 (2012)                        | 16                 |
| Théminettes                   | 46319      | 46120      | 8,71             | 162 (2012)                        | 19                 |

### Composition depuis 2015
Le canton compte désormais trente-deux communes.
| Nom                                       | Code Insee | Intercommunalité | Superficie (km2) | Population (dernière pop. légale) | Densité (hab./km2) | Modifier                                    |
| ----------------------------------------- | ---------- | ---------------- | ---------------- | --------------------------------- | ------------------ | ------------------------------------------- |
| Lacapelle-Marival (bureau centralisateur) | 46143      | CC Grand-Figeac  | 11,61            | 1 278 (2022)                      | 110                | modifier les données · modifier les données |
| Anglars                                   | 46004      | CC Grand-Figeac  | 9,99             | 221 (2022)                        | 22                 | modifier les données · modifier les données |
| Assier                                    | 46009      | CC Grand-Figeac  | 16,49            | 707 (2022)                        | 43                 | modifier les données · modifier les données |
| Bessonies                                 | 46338      | CC Grand-Figeac  | 7,41             | 74 (2022)                         | 10,0               | modifier les données · modifier les données |
| Le Bourg                                  | 46034      | CC Grand-Figeac  | 13,15            | 301 (2022)                        | 23                 | modifier les données · modifier les données |
| Le Bouyssou                               | 46036      | CC Grand-Figeac  | 5,62             | 122 (2022)                        | 22                 | modifier les données · modifier les données |
| Cardaillac                                | 46057      | CC Grand-Figeac  | 18,10            | 621 (2022)                        | 34                 | modifier les données · modifier les données |
| Espeyroux                                 | 46096      | CC Grand-Figeac  | 7,64             | 96 (2022)                         | 13                 | modifier les données · modifier les données |
| Gorses                                    | 46125      | CC Grand-Figeac  | 35,60            | 340 (2022)                        | 9,6                | modifier les données · modifier les données |
| Issepts                                   | 46133      | CC Grand-Figeac  | 9,15             | 277 (2022)                        | 30                 | modifier les données · modifier les données |
| Labastide-du-Haut-Mont                    | 46135      | CC Grand-Figeac  | 9,85             | 44 (2022)                         | 4,5                | modifier les données · modifier les données |
| Labathude                                 | 46139      | CC Grand-Figeac  | 10,05            | 201 (2022)                        | 20                 | modifier les données · modifier les données |
| Latronquière                              | 46160      | CC Grand-Figeac  | 10,37            | 429 (2022)                        | 41                 | modifier les données · modifier les données |
| Lauresses                                 | 46161      | CC Grand-Figeac  | 23,73            | 242 (2022)                        | 10                 | modifier les données · modifier les données |
| Livernon                                  | 46176      | CC Grand-Figeac  | 25,86            | 720 (2022)                        | 28                 | modifier les données · modifier les données |
| Montet-et-Bouxal                          | 46203      | CC Grand-Figeac  | 11,51            | 213 (2022)                        | 19                 | modifier les données · modifier les données |
| Reyrevignes                               | 46237      | CC Grand-Figeac  | 12,44            | 366 (2022)                        | 29                 | modifier les données · modifier les données |
| Rudelle                                   | 46242      | CC Grand-Figeac  | 6,83             | 185 (2022)                        | 27                 | modifier les données · modifier les données |
| Rueyres                                   | 46243      | CC Grand-Figeac  | 9,31             | 195 (2022)                        | 21                 | modifier les données · modifier les données |
| Sabadel-Latronquière                      | 46244      | CC Grand-Figeac  | 12,29            | 93 (2022)                         | 7,6                | modifier les données · modifier les données |
| Saint-Bressou                             | 46249      | CC Grand-Figeac  | 10,03            | 122 (2022)                        | 12                 | modifier les données · modifier les données |
| Saint-Cirgues                             | 46255      | CC Grand-Figeac  | 32,50            | 323 (2022)                        | 9,9                | modifier les données · modifier les données |
| Saint-Hilaire                             | 46269      | CC Grand-Figeac  | 7,93             | 62 (2022)                         | 7,8                | modifier les données · modifier les données |
| Saint-Maurice-en-Quercy                   | 46279      | CC Grand-Figeac  | 13,00            | 205 (2022)                        | 16                 | modifier les données · modifier les données |
| Saint-Médard-Nicourby                     | 46282      | CC Grand-Figeac  | 7,77             | 98 (2022)                         | 13                 | modifier les données · modifier les données |
| Saint-Simon                               | 46292      | CC Grand-Figeac  | 9,26             | 194 (2022)                        | 21                 | modifier les données · modifier les données |
| Sainte-Colombe                            | 46260      | CC Grand-Figeac  | 11,35            | 234 (2022)                        | 21                 | modifier les données · modifier les données |
| Sénaillac-Latronquière                    | 46302      | CC Grand-Figeac  | 11,26            | 129 (2022)                        | 11                 | modifier les données · modifier les données |
| Sonac                                     | 46306      | CC Grand-Figeac  | 7,34             | 93 (2022)                         | 13                 | modifier les données · modifier les données |
| Terrou                                    | 46314      | CC Grand-Figeac  | 9,94             | 175 (2022)                        | 18                 | modifier les données · modifier les données |
| Thémines                                  | 46318      | CC Grand-Figeac  | 13,35            | 242 (2022)                        | 18                 | modifier les données · modifier les données |
| Théminettes                               | 46319      | CC Grand-Figeac  | 8,71             | 182 (2022)                        | 21                 | modifier les données · modifier les données |
| Canton de Lacapelle-Marival               | 4611       |                  | 409,44           | 8 784 (2022)                      | 21                 | modifier les données                        |

## Démographie

### Démographie avant 2015
| 1962  | 1968  | 1975  | 1982  | 1990  | 1999  | 2006  | 2011  | 2012  |
| ----- | ----- | ----- | ----- | ----- | ----- | ----- | ----- | ----- |
| 7 391 | 7 068 | 7 000 | 7 053 | 6 720 | 6 142 | 6 494 | 6 671 | 6 727 |

### Démographie depuis 2015
En 2022, le canton comptait 8 784 habitants, en évolution de +1,22 % par rapport à 2016 (Lot : +1,31 %, France hors Mayotte : +2,11 %).
| 2013  | 2018  | 2022  |
| ----- | ----- | ----- |
| 8 655 | 8 659 | 8 784 |